# Charles Barbier de Meynard
Pour les articles homonymes, voir Barbier et Meynard.
Ne doit pas être confondu avec Charles Barbier de La Serre.
Charles Adrien Casimir Barbier de Meynard, né en mer sur un navire allant de Constantinople à Marseille le 6 février 1826 et mort à Paris le 31 mars 1908, est un orientaliste français.

## Biographie
On ne sait pratiquement rien de sa famille, sinon que sa mère était la fille d’un médecin exerçant à Constantinople.
Après ses études au lycée Louis-le-Grand de Paris, il se perfectionne en turc et apprend l'arabe et le persan, ce qui lui permet de devenir drogman (interprète) et d'être affecté au consulat de France à Jérusalem. Il n'y reste qu'un an pour des raisons de santé et regagne Paris. En 1854, il fait partie de la mission qu'effectue en Perse le comte de Gobineau. Il met à profit son séjour pour recueillir nombre d'informations, de documents et de manuscrits, qui seront à l'origine de ses travaux sur la Perse, entendue au sens large, et sa géographie ancienne. Revenu à Paris en 1856, il suit au Collège de France les cours de civilisation persane de Jules Mohl, dont il devient le collaborateur pour préparer la première traduction en langue européenne du Shâh Nâmeh (Le Livre des Rois), l'œuvre majeure de Ferdowsî. En 1876, il succède à son maître au Collège de France.
En 1863, Barbier de Meynard avait été nommé professeur de turc à l'École des langues orientales vivantes, poste qu'il cède à un collègue en 1885 pour occuper la chaire d'arabe. Treize années plus tard, il devient administrateur de l'École des langues orientales, dont il avait été longtemps administrateur adjoint. Sa santé fragile le contraint à ralentir progressivement ses activités jusqu'à sa mort, survenue dans la nuit du 30 au 31 mars 1908.
Il avait été élu membre de l'Académie des inscriptions et belles-lettres en 1878, et président de la Société asiatique en 1892, fonction dans laquelle il avait succédé à Ernest Renan.
Il laisse une œuvre importante qui fait toujours autorité.

## Travaux
Parmi ses publications :
- Dictionnaire géographique, historique et littéraire de la Perse et des contrées adjacentes, extrait du ″Mo'djem el-Bouldan″ de Yaquout, et complété à l'aide de documents arabes et persans pour la plupart inédits, Paris, Impr. Impériale, 1861, XXI-640 p. (Un « classique »).
- Le Livre des routes et des provinces par Ibn-Khordadbeh, publié, traduit et annoté par C. Barbier de Meynard, Paris, Impr. impériale, 1865, 283 p.
- Le Livre des Rois, de Ferdowsî (940-1020), traduit et commenté par Jules Mohl, avec la collab. de Charles Barbier de Meynard, Paris, 1876-1878, 7 vol. (Cette traduction a été revue par Charles Pellat en vue d'une nouvelle édition à partir de 1962).
- Traduction nouvelle du traité de Ghazâlî [1058-1111] intitulé : le Préservatif de l'erreur, et notices sur les extases (des soufis), Paris, Impr. nationale, 1877, 93 p.
- Dictionnaire turc-français : supplément aux dictionnaires publiés jusqu'à ce jour, Paris, E. Leroux, 1881-1886, 2 vol., X-786 + 898 p. T1  T2
- Traduction de L'Alchimiste de Feth-Ali Akhounzadé, Paris, Ed. Imprimerie nationale, 1866; édition numérique consultable sur google : http://ia301510.us.archive.org/3/items/Lalchimiste/L_Alchimiste.pdf
- Abou Chamah : Le Livre des deux jardins, histoire des deux règnes : celui de Nour Ed-Dîn et celui de Salah Ed-Dîn, (trad. par Barbier de Meynard), Paris, 1898. In-fol., XI-525 p.
- Mas'ûdî (Xes.- 956 ?),Les Prairies d'or (Murūǧ al-d̲ahab wa-ma´ādin al-ǧawhar), trad. de Barbier de Meynard et Pavet de Courteille, Paris, Impr. Impériale/Nationale, 1861-1877, 9 vol. Nouvelle édition revue par Charles Pellat, Paris, Société asiatique, 1962-1997, 5 vol.